# Mount Gardner, Östantarktis
Mount Gardnert är ett berg i Antarktis. Det ligger i Östantarktis. Australien gör anspråk på området. Toppen på Mount Gardner är 1 981 meter över havet.
Terrängen runt Mount Gardnert är huvudsakligen platt. Mount Gardner är den högsta punkten i trakten. Trakten är obefolkad. Det finns inga samhällen i närheten. 